# Wretch (website)
Wretch foi uma comunidade virtual taiwanês, (em chinês, seu nome significa Nameless Little Site). Ao mesmo tempo, era a comunidade de blogs mais conhecida em Taiwan, com milhares de usuários registrados. Wretch forneceu álbuns de fotos gratuitos e serviços de hospedagem de blogs. Quatro idiomas, incluindo inglês, estavam disponíveis. Uma versão VIP mais extensa foi oferecida. Foi o site mais visitado usando chinês tradicional o segundo em Taiwan, depois do Yahoo Taiwan, segundo Alexa.
Em julho de 2007, o Yahoo adquiriu a Wretch. Essa se tornou a maior aquisição do Yahoo em Taiwan desde o Kimo, que foi o principal passo para o sucesso do Yahoo no mercado de Taiwan. Logo após a transação, uma onda irritada de usuários reagiu em reclamações às mudanças nos termos das condições.[carece de fontes?]

## História

### Período acadêmico na Internet

#### Wretch BBS estabelecida
Wretch BBS foi fundada em 1999 por Taiwan Hsinchu 's National Chiao Tung University Informação Engenharia estudantes Departamento Chien Chih-yu , usando a largura de banda da máquina do campus e do Departamento de Informação da Universidade de Engenharia da construção de tráfego, ou seja, por meio de aplicação de atrair desejos Usuários com um perfil pessoal ingressam nesta estação BBS.

#### Serviços de álbuns e blogs
Em 2003, ele introduziu as funções de álbuns on-line, blogs e quadros de mensagens . Desde que você seja um membro registrado da Wretch BBS, poderá ter esses serviços; no entanto, se você não estiver conectado à Wretch BBS por mais de três meses, sua conta será cancelada. Ao mesmo tempo, serviços como álbuns on-line também foram retirados. Como o serviço on-line fornecido pela estação desconhecida era quase ilimitado naquele momento, e quando foi instalado na rede acadêmica, começou a aceitar anúncios comerciais, causando a insatisfação do departamento com a estação desconhecida e o mundo exterior a questionar sua lucratividade em usar a rede acadêmica.

### Site fechado
Em 30 de agosto de 2013, o Yahoo Qimo anunciou que os usuários poderão empacotar e baixar blogs, álbuns de fotos e outros materiais a partir de 2 de setembro do mesmo ano e encerrarão o serviço em 26 de dezembro do mesmo ano.

## Aplicativo para celular
Desde então, o Yahoo lançou um aplicativo iOS para todos os dispositivos móveis da Apple do Wretch. Existe uma versão em inglês do aplicativo, no entanto, não existe uma versão em inglês do www.wretch.cc, portanto, o aplicativo passará diretamente de uma página inicial e de edição em inglês para um site de texto em chinês wretch.cc.